# Xª Flottiglia MAS (Repubblica Sociale Italiana)
La Xª Flottiglia MAS (dal 1º maggio 1944 la parte di fanteria marina venne rinominata in Divisione fanteria di marina Xª, anche nota come Xª MAS) è stato un corpo militare indipendente di matrice fascista, fondato a seguito dell'armistizio di Cassibile nel settembre del 1943 dal capitano di fregata Junio Valerio Borghese con membri del precedente reparto ufficiale della Regia Marina (10ª Flottiglia MAS). Parte della Marina Nazionale Repubblicana della Repubblica Sociale (RSI), strinse accordi con il capitano di vascello Berninghaus della Marina da guerra del Terzo Reich.
Nei suoi due anni di attività operò in coordinazione coi reparti tedeschi, sia per contrastare l'avanzata alleata dopo lo sbarco di Anzio e sulla Linea Gotica e nel Polesine, sia in operazioni contro la Resistenza italiana - attività durante la quale l'unità impiegò tattiche tipiche della guerra antipartigiana macchiandosi di crimini di guerra - e infine nel tentativo di difendere i confini nordorientali dalla controffensiva iugoslava, cercando anche di affermare l'italianità di quelle regioni di fronte alle politiche annessionistiche dell'occupante tedesco sostenuto da elementi collaborazionisti serbi, croati e sloveni. Peraltro questi tentativi, ostacolati dai tedeschi, non ottennero risultati, e i reparti inviati in Venezia Giulia furono presto trasferiti al di qua del Piave e del Brenta, a Thiene, dal Gauleiter Rainer, deciso a mantenere il controllo totale della regione.
La Xª Divisione MAS si arrese il 26 aprile 1945 ai rappresentanti del Comitato di Liberazione Nazionale (CLN) nella caserma di piazzale Fiume (l'attuale piazza della Repubblica) a Milano dopo la cerimonia dell'ammaina bandiera.

## Storia

### L'armistizio

Gruppo di soldati della Xª Flottiglia MAS

Nella confusione e nello sbandamento delle forze armate causato dalle circostanze dell'armistizio dell'8 settembre, la 10ª Flottiglia MAS (Motobarca Armata Silurante, già denominata Motobarca Armata SVAN nella prima guerra mondiale), a differenza di quasi tutti i reparti delle Regie forze armate, restò salda.
La parte della 10ª rimasta nel Regno del Sud costituì un'unità denominata Mariassalto, che effettuò numerose missioni di sbarco e di recupero di sabotatori e informatori in territorio nemico oltre che di rimpatrio dai Balcani di militari nazionali sbandati. Partecipò inoltre a due azioni: per mantenere aperto il porto della Spezia e per impedire ai tedeschi l'uso del porto di Genova. Alla prima prese parte Luigi Durand de la Penne rimpatriato dalla prigionia.
La sera dell'8 settembre 1943 Junio Valerio Borghese (che da maggio era comandante della 10ª Flottiglia MAS), ascoltato per radio alla caserma del Muggiano a La Spezia il proclama dell'armistizio, ordinò l'assemblea degli ufficiali, rafforzò la difesa della caserma e si recò dal suo diretto superiore, l'ammiraglio Aimone d'Aosta; i due cercarono di contattare telefonicamente Roma per avere conferma dell'armistizio e ricevere ordini; verso le 22 riuscirono a parlare con l'ammiraglio Umberto Rouselle il quale si limitò a confermare lo stato d'armistizio. Borghese tornò alla caserma e invitò tutto il personale a rimanere ai propri posti; congedò invece i circa quindici militari tedeschi che stavano seguendo corsi d'addestramento e consegnò al loro ufficiale una lettera da consegnare al generale Friedrich-Wilhelm Hauck, che in quel momento stava procedendo a occupare con le sue truppe le zone nevralgiche della città; nella lettera era scritto: 
Secondo lo storico Massimiliano Capra Casadio, questo contatto «costituisce il primo passo di Borghese verso l'accordo con le autorità germaniche». Nelle parole di Borghese si nota che già quella notte stava maturando la decisione di rifiutare l'armistizio e di cercare un'intesa con i tedeschi per salvaguardare la sua formazione. Questa iniziativa «derivò anche dall'impossibilità di ricevere indicazioni o direttive da qualsiasi autorità italiana».
Secondo alcune testimonianze del dopoguerra, la 10ª MAS avrebbe continuato a rimanere priva di ordini. Secondo una versione, la Decima avrebbe respinto numerosi tentativi tedeschi di penetrare nella caserma. Scrive Capra Casadio che in quei giorni «furono diversi i reparti germanici che chiesero di entrare al Muggiano, alcuni per fare riposare gli uomini, altri intenzionati a occupare la caserma. A tutti Borghese rispose con un netto rifiuto, mantenendo la difesa e l'inviolabilità della sua sede. Non mancarono momenti di tensione nei quali i marò dovettero puntare le mitragliatrici contro le truppe tedesche che, sotto la minaccia delle armi, abbandonarono le loro pretese». Lo storico Ricciotti Lazzero scrive invece che i primi soldati tedeschi entrarono a La Spezia la mattina del 9 settembre, catturarono il generale Carlo Rossi con tutti i suoi ufficiali, occuparono «gli impianti portuali, gli arsenali e gli altri punti strategici», ma «una sola caserma non [venne] attaccata: quella della Decima Mas».
La Decima mantenne l'attività nella caserma immutata e per tutto il tempo la bandiera italiana rimase sul pennone; ma «il Tricolore difeso dalla Flottiglia non era più uguale a quello che aveva preceduto l'armistizio. All'adunata del 9 settembre, infatti, i marinai avevano tagliato dalla striscia bianca centrale della bandiera italiana, lo stemma di Casa Savoia, un gesto che simboleggiava il rifiuto della monarchia da parte della Decima. Si era definitivamente spezzato, così, il legame più importante per degli uomini di Marina, quello con la Casa Regnante».
Alla riunione degli ufficiali del 9 settembre Borghese ribadì l'intenzione di continuare la guerra contro gli Alleati, rimanendo con la Germania. L'11 settembre radunò i marinai di stanza a La Spezia spiegando la situazione e permettendo di congedarsi a coloro che non se la fossero sentita di continuare la guerra. La maggioranza preferì tornare a casa e fu messa in licenza illimitata salvo eventuali richiami. Poco più di un centinaio di uomini (in gran parte ufficiali) decisero di rimanere con Borghese per combattere contro gli anglo-americani.
Lazzero scrive che nella notte fra l'8 e il 9 settembre, mentre Borghese decide «di non accettare la resa agli Alleati, tutte le unità efficienti della Regia Marina [...] si trasferiscono, obbedendo agli ordini e in osservanza delle clausole dell'armistizio, nei porti designati al Sud». In particolare, più di dieci unità navali della Marina militare italiana erano salpate da La Spezia, unendosi ad altre al largo del golfo per proseguire verso Malta. Altri storici, però, in contrapposizione alla storiografia tradizionale secondo la quale i comandanti obbedirono con disciplina agli ordini, sottolineano che in molti ambienti della Marina militare italiana l'armistizio fu vissuto «come una sconfitta umiliante e lesiva dell'onore militare e delle tradizioni dell'arma, tanto da suscitare in alcuni una vera rivolta spirituale», e considerano «ancora incerto il numero delle navi autoaffondate e degli ufficiali che si rifiutarono di eseguire gli ordini ricevuti durante l'armistizio».

### La ricostituzione
Dopo l'armistizio «Borghese contatta subito i tedeschi, e i tedeschi, comprendendo che quel comandante italiano non li abbandonerà, dispongono per i primi incontri secondo disposizioni ricevute da Berlino».
Il 12 settembre 1943 arrivò a La Spezia il tenente di vascello Max Berninghaus della Kriegsmarine, la Marina da guerra germanica, per assumere il comando del litorale ligure; in diversi colloqui con lui Borghese dichiarò che la Decima non accettava l'armistizio con gli Alleati ma non intendeva cedere ai tedeschi i suoi impianti e le armi; prospettò un accordo che permettesse alla Decima, mantenendo la propria divisa, di continuare a combattere a fianco dei tedeschi e contro gli anglo-americani.

Borghese strinse dunque il 14 settembre direttamente con Berninghaus (previa approvazione da parte dei superiori di quest'ultimo) un trattato che permetteva la continuazione dell'attività della 10ª con il Terzo Reich, cambiando nella denominazione il numero arabo "10" (10ª MAS) nel numero romano "X" lasciando la ridondante "ª" (Xª MAS), conservando bandiera (senza l'emblema dei Savoia) e divisa italiane, seppur sotto il controllo operativo tedesco. 
La Spezia, 14 settembre 1943
1. La X.a Flottiglia Mas è unità complessa appartenente alla Marina militare italiana, con completa autonomia nel campo logistico, organizzativo, della giustizia e disciplinare, amministrativo;
2. è alleata delle FF. AA. [Forze Armate] germaniche con parità di diritti e di doveri;
3. batte bandiera da guerra italiana;
4. con riconosciuto a chi ne fa parte il diritto all'uso di ogni arma;
5. è autorizzata a recuperare ed armare, con bandiera ed equipaggi italiani, le unità italiane che si trovano nei porti italiani; il loro impiego operativo dipende dal comando della Marina da guerra germanica;
6. il Comandante Borghese ne è il capo riconosciuto, con i diritti e i doveri inerenti a tale incarico.
Max Berninghaus
J. V. Borghese
È probabile che ai fini della stipulazione del trattato abbia giocato «un ruolo decisivo anche il Grossadmiral Karl Dönitz, dal gennaio 1943 capo di Stato Maggiore della Kriegsmarine, legato a Borghese da un rapporto personale di profonda stima». Un autore prospetta anche l'ipotesi che Borghese e Dönitz si siano accordati prima dell'8 settembre, vista la stranezza del comportamento dei militari tedeschi nei confronti della Decima poco dopo l'armistizio, che potrebbe essere indice dell'esistenza di un ordine ben preciso «di non toccare quel reparto della Marina Italiana».
La Decima Mas era autonoma come unità militare italiana, ma era totalmente subordinata ai tedeschi, in particolare al capo delle SS in Italia generale Karl Wolff. Quest'ultimo più tardi testimoniò: «Borghese con le sue unità fu messo ai miei ordini per la lotta antipartigiana così come per il mantenimento della pace, dell'ordine e della sicurezza alle spalle delle zone occupate dell'esercito tedesco in Italia e impiegato con successo, anche contro la volontà e la resistenza degli alti comandi tedeschi [...] . Egli si comportò dal 1943 fino all'amara fine della guerra [...] senza dar luogo ad alcun attrito ed esemplarmente con noi camerati tedeschi nella comune lotta». Sempre Wolff spiega che la Decima era un corpo autonomo italiano alle sue dipendenze: «da me riceveva gli ordini d'impiego e a me doveva rendere conto delle sue azioni. Borghese aveva la facoltà, nel suo ambito interno di servizio, di dare autonomamente ordini, ma per tutte le azioni principali e importanti doveva ricevere la mia approvazione». Lazzero aggiunge che Wolff, pur fidandosi di Borghese, «gli piazza alle costole alcuni ufficiali delle SS che funzionano da tramite tra lui e il comandante della Decima e che devono riferirgli su tutto».
Il 18 settembre si unirono alla Decima Mas trecentocinquanta marò (al comando del maggiore del genio navale Umberto Bardelli) che dopo l'armistizio avevano tenuto servizio d'ordine pubblico a Pola ed erano poi giunti a La Spezia via terra con molto materiale d'equipaggiamento; furono essi i primi armati ad essere inglobati nella nuova Decima.
Fin dai primi giorni dopo l'armistizio iniziarono a giungere numerosi volontari: sia militari sbandati, sia civili che condividevano la scelta di continuare a combattere contro gli Alleati ed erano attratti dalla fama conquistata dalla Decima con le sue imprese. Il numero più probabile dei volontari è di circa 18.000 armati della Decima al gennaio 1945.

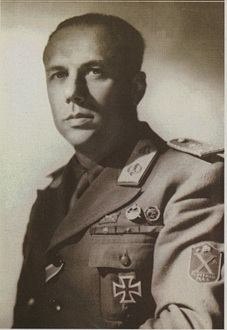
Junio Valerio Borghese in divisa della Xª

Furono emanati nuovi regolamenti interni che sancirono, fra l'altro: unicità del rancio fra ufficiali, sottufficiali e comuni; divisa confezionata con panno uguale per tutti; paga pari a quella normale del Regio Esercito, aumentata dell'indennità di doppia missione; tutte le promozioni sospese fino alla fine della guerra, eccezion fatta per quelle conseguite sul campo per meriti di guerra; reclutamento esclusivamente volontario; pena di morte per i militari riconosciuti colpevoli di furto o saccheggio, diserzione o codardia in faccia al nemico. Delineavano «l'intenzione palese della Flottiglia di distaccarsi completamente dal Regio Esercito e dai suoi regolamenti», di divenire una forza non solo militare ma anche «ideologica e morale» e manifestavano un «senso di rifiuto nei confronti della disciplina formale imposta dalle antiche istituzioni, e quindi il desiderio di creare un organismo del tutto nuovo».
L'ingente afflusso di volontari a fronte di una limitata disponibilità di mezzi navali pose fin dall'inizio il problema di trovare a tanti uomini un impiego differente dalla guerra per mare; furono così costituite formazioni di fanteria di marina, attrezzate per la guerra terrestre, sul modello del Reggimento "San Marco" del Regio esercito.
Grazie all'accordo stipulato direttamente con gli occupanti tedeschi, la Decima godeva di un canale privilegiato per le forniture di armi, munizioni ed equipaggiamenti: poteva indirizzare direttamente alle ditte fornitrici italiane ordinazioni controfirmate da un ufficiale superiore del Comando germanico. Oltre alle vie ufficiali, si avvaleva di metodi più informali, come la corruzione e il raggiro delle autorità germaniche, la requisizione dei vecchi depositi del Regio esercito, il furto ai tedeschi, ma anche estorsioni, razzie e soprusi ai danni dei civili italiani. Tra i mezzi di autofinanziamento della Decima rientravano la borsa nera e il contrabbando. Per contro, la Decima organizzò anche alcune iniziative assistenziali, fra cui (nei primi mesi del 1945) una missione d'assistenza nei campi di concentramento ove erano reclusi gli internati militari italiani, che portò loro centinaia di pacchi con vestiario e generi di conforto.

### Rapporti fra Xª e RSI

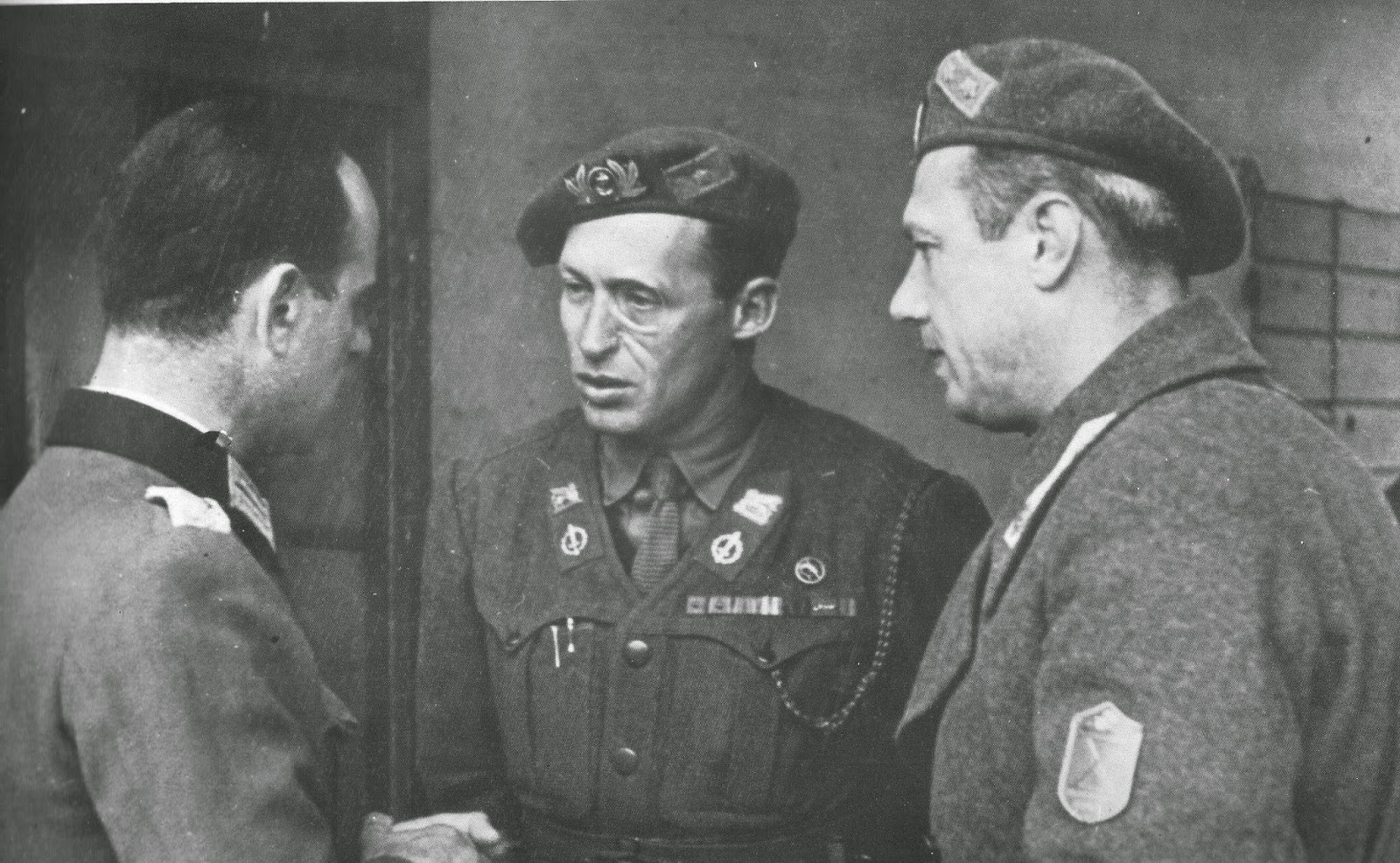
Aprile 1944: Junio Valerio Borghese e Umberto Bardelli sul fronte di Anzio

Il 23 settembre 1943 fu costituito il governo della Repubblica Sociale Italiana, nel quale la carica di ministro della guerra fu assunta da Rodolfo Graziani. Capo di Stato Maggiore della Marina fu nominato dapprima l'ammiraglio Antonio Legnani, il quale però morì il 19 ottobre e fu sostituito dal sottocapo di Stato Maggiore Ferruccio Ferrini. I capi della Marina intendevano ricostruire una vera e propria marina militare, ma ciò andò contro le intenzioni degli occupanti tedeschi che si opposero all'iniziativa: i tedeschi permisero solo ai mezzi della Decima Mas di avere equipaggi italiani e di battere bandiera italiana.
Il 24 settembre 1943 Borghese si recò in aereo a Berlino dove incontrò il comandante della marina militare tedesca, grande ammiraglio Karl Dönitz, che stimava Borghese e che lo aiutò fra l'altro ad arruolare armati per la Decima fra gli internati militari italiani. Questo incontro ribadì e suggellò il «rapporto privilegiato» fra la Decima e gli occupanti tedeschi; secondo Capra Casadio «la Decima era l'unico organismo militare italiano che i tedeschi stimavano, nel quale riposero una discreta fiducia e che erano, in definitiva, disposti a tollerare». Per contro, i rapporti tra Ferrini e Borghese «furono spesso caratterizzati da una crescente tensione», dovuta al tentativo di Ferrini di incorporare la Decima nella marina militare della RSI limitandone l'autonomia.
Il 5 ottobre Borghese fu ricevuto da Benito Mussolini, al quale assicurò che la Decima si sarebbe messa ai suoi ordini; tale colloquio sancì l'adesione alla RSI della Decima, la quale continuò fino alla fine della guerra a combattere «sotto le insegne della Repubblica di Salò».
Il 28 dicembre Mussolini ordinò a Ferrini di mettere a disposizione della Guardia nazionale repubblicana un migliaio di uomini della Decima da utilizzare in Piemonte per la lotta contro i partigiani. Ferrini inviò due suoi ufficiali, i capitani Bedeschi e Tortora, con l'incarico di prendere il comando di tutta la fanteria di marina; egli aveva inoltre intenzione di prelevare duemilatrecento uomini della Decima da inviare in Germania per aggregarli alla costituenda divisione di fanteria di marina "San Marco", separando i reparti di mare della Decima da quelli di terra e lasciando a Borghese il solo comando dei reparti di mare. Tali iniziative delle autorità repubblichine furono viste dalla Decima come tentativi di ridurne la forza; il 9 gennaio 1944 (in assenza di Borghese) Bedeschi e Tortora furono messi agli arresti da alcuni ufficiali della Decima. Informato della cosa, Borghese si recò da Ferrini per giustificare l'operato dei suoi sottoposti; Ferrini minacciò Borghese di farlo portare in Germania con tutti i suoi uomini e fece in seguito pressioni sul governo di Salò affinché prendesse drastici provvedimenti contro la Decima. A Borghese fu ordinato di presentarsi da Mussolini per il 13 gennaio; quando vi giunse, Mussolini si rifiutò di riceverlo e lo fece invece arrestare e rinchiudere nella fortezza di Brescia.
Per far luce sull'arresto di Bedeschi e Tortora furono disposte delle indagini che si conclusero con la scarcerazione di Borghese per decisione dello stesso Mussolini, il 25 gennaio. Pochi giorni dopo Borghese fu ricevuto da Mussolini che lo redarguì per l'indisciplina ma gli riconfermò la propria stima e la fiducia. A febbraio Ferrini si dimise e fu sostituito dall'ammiraglio Giuseppe Sparzani, molto meglio disposto nei confronti della Decima. A conclusione della vicenda, comunque, la Decima fu costretta a lasciar partire per la Germania 1.800 uomini, che furono inquadrati nella divisione "San Marco". Borghese fu promosso da Sparzani sottocapo di Stato Maggiore, ottenendo così nel suo controllo l'intera organizzazione della Marina repubblichina; il 9 maggio 1944 Borghese lasciò formalmente il comando della Decima (che fu assunto dal capitano Mario Arillo), ma di fatto ne rimase alla guida. Nello scagionamento di Borghese, nel siluramento di Ferrini e nella sostituzione di quest'ultimo con Sparzani giocarono un ruolo determinante le pressioni delle autorità tedesche.
Dopo l'episodio dell'arresto di Borghese i rapporti fra la Decima e la RSI rimasero comunque difficili, come è attestato da varie inchieste condotte dalle autorità di polizia della repubblica. Tre di tali inchieste furono condotte rispettivamente dal poliziotto (oggi famigerato come criminale di guerra) Pietro Koch nell'estate 1944, dall'Ufficio investigativo della GNR nell'ottobre dello stesso anno, e sempre dalla GNR nel dicembre 1944. In esse vengono riportate perlopiù informazioni ricavate da informatori anonimi; l'ultima appare come «una somma di tutte le insinuazioni rivolte alla formazione di Borghese durante il periodo della RSI»: atteggiamento antitedesco della direzione, traffici nel mercato nero e contrabbando, disponibilità di ingenti somme di denaro di incerta provenienza, connivenze con i partigiani, posizioni contrarie alla RSI fra gli ufficiali, nonché l'esistenza di una corrente interna «pronta a realizzare un colpo di Stato ai danni del governo di Salò». Secondo Capra Casadio questa indagine, pur se «supportata da scarsissimi dati di fatto», rappresenta «una preziosa testimonianza per inquadrare sia alcune caratteristiche particolari della Flottiglia, che il clima ostile e diffidente che circondava il reparto negli ambienti dirigenti e investigativi del governo di Salò, tanto da farlo apparire come un corpo estraneo che era necessario tener continuamente monitorato».
Altri attacchi alla Decima pervennero dal giornalista e informatore del regime Enzo Pezzato (in un "Promemoria riservato per il Duce" dell'agosto o settembre 1944), dal maresciallo Rodolfo Graziani nel gennaio 1945, dall'ultimo sottosegretario alla Marina della RSI Bruno Gemelli (in una missiva a Graziani del marzo 1945), e da un documento segreto sempre del marzo 1945 a firma del generale Giuseppe Corrado, che era stato da poco nominato comandante della Divisione "Decima". Nel suo attacco Corrado si spinge fino ad alludere «a un possibile colpo di Stato volto a rovesciare il governo di Mussolini oppure a manovre sovversive, indirizzate a un cambio di fronte in accordo con gli Alleati». Il gerarca Roberto Farinacci attaccò pubblicamente la Decima in un articolo sul suo giornale, "Regime Fascista", del 22 novembre 1944, in cui accusava gli uomini di Boghese di ostacolare volontariamente gli altri reparti militari della RSI accaparrandosi mezzi e armi.
Mussolini ordinò al prefetto di Milano Mario Bassi l'ultima inchiesta ufficiale sulla Decima da parte del governo della RSI, che si concluse con un rapporto di Bassi datato 27 febbraio 1945 nel quale vengono invalidate la maggior parte delle accuse precedentemente rivolte alla Decima. Bassi scrive fra l'altro che mancano elementi per confermare il presunto orientamento antitedesco dell'unità e la presunta tendenza al sabotaggio della direzione; l'indagine «nega inoltre la tendenza della Decima ad appoggiare ideologie contrarie al fascismo» e asserisce «la correttezza e la lealtà al governo della RSI dell'unità di Borghese, i cui comportamenti indisciplinati sono ritenuti più che altro dovuti a una fiera rivendicazione della propria autonomia». Secondo Bassi esisteva invece negli ambienti della RSI una latente opposizione contro la Decima, che si traduceva nella tendenza a calunniare e screditare il reparto. Secondo Capra Casadio tali «sotterranee e controproducenti lotte intestine riflettevano una delle problematiche principali della RSI, ossia la concorrenza spietata esistente fra i molteplici centri militari e quelli legati al partito, ognuno dei quali cercava di accaparrarsi il maggior potere possibile»; le varie inchieste sulla Decima evidenziano alcuni «difetti strutturali» dell'unità e dimostrano «il sentimento di orgogliosa indipendenza continuamente rivendicato dai marò», ma fanno anche emergere «la situazione confusionaria e conflittuale che contraddistingueva la RSI e i numerosi reparti militari e paramilitari che agivano sotto le sue insegne».

### La Divisione

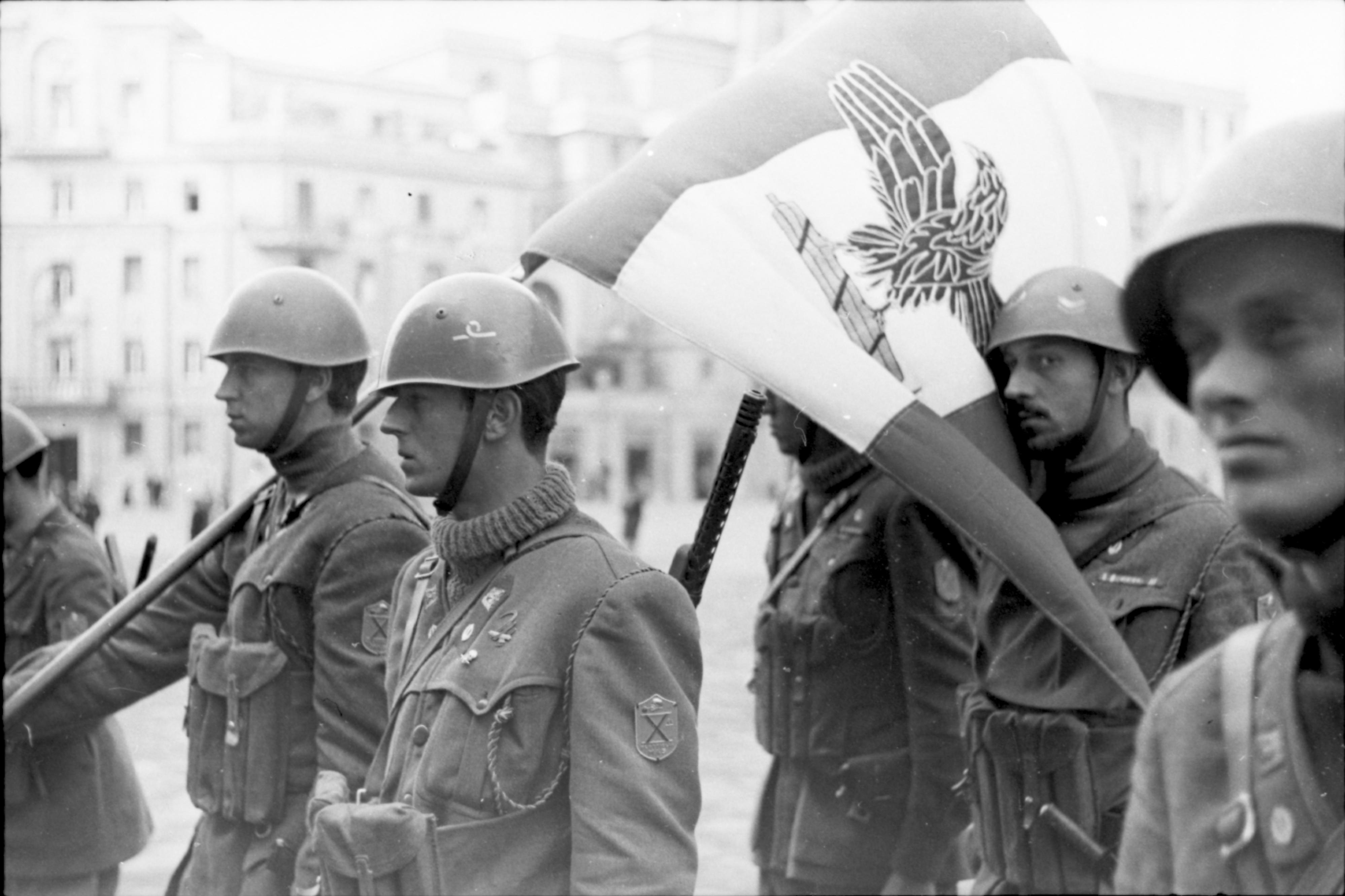
Fanteria di marina della Xª, con la bandiera di guerra, a Roma nel 1944

Presa la decisione di tenere distinte le attività navali della Decima da quelle terrestri, Boghese diede il comando della sezione marittima a Mario Attilio e si recò dal comandante delle truppe tedesche in Italia, feldmaresciallo Kesselring, per ottenere da lui il via libera al progetto; con tale gesto dimostrò «che le uniche vere autorità di riferimento della Flottiglia, per quel che riguardava gli impieghi bellici, erano quelle germaniche».
La Divisione Fanteria di Marina "Xª" fu costituita il 1º maggio 1944, organizzata in tre reggimenti: 1° di fanteria di marina, formato dai battaglioni "Barbarigo", "Lupo", "Nuotatori Paracadutisti"; 2° di fanteria di marina, comprendente i battaglioni "Fulmine", "Sagittario" e "Valanga"; 3° di artiglieria, composto dai gruppi (distinti con numeri romani) "I San Giorgio", "II Alberto da Giussano", "III Colleoni". I vari battaglioni vennero subito collocati nel Piemonte settentrionale, «per un periodo d'addestramento».
Dopo la rotta seguita allo sfondamento di Cassino, i reparti della Decima furono impiegati in maniera disorganica anche in operazioni di polizia e di guerriglia in Italia settentrionale contro i partigiani, mentre sul fronte della Linea Gotica venivano inviati nel 1945 il "Lupo", il "Nuotatori Paracadutisti" o "NP" (Polesine) e il gruppo d'artiglieria "Colleoni" (sul fiume Senio).
Questi reparti ebbero pesanti perdite in combattimento durante l'ultima offensiva nemica e ricevettero numerose decorazioni dai tedeschi; il "Lupo" e lo "NP", dopo il crollo della linea Verde, riuscirono a ripiegare su Venezia, dove rimasero fino all'arrivo degli alleati, a cui si arresero con l'onore delle armi.
Nel 1945 Borghese riorganizzò la Divisione Decima nel Veneto su due gruppi di combattimento (di cui uno a ranghi incompleti, perché due battaglioni e un gruppo d'artiglieria erano aggregati alle divisioni tedesche sulla Linea Verde). L'obbiettivo era quello di costituire una grossa massa di manovra da spostare a Trieste e Fiume per evitare alle città la prevedibile occupazione titina, mentre si intensificavano i contatti con i servizi segreti regi, americani e britannici per favorire uno sbarco italo-inglese in Istria. Tuttavia il precipitare degli eventi e il completo controllo del cielo da parte alleata impedì alla Divisione Decima di raggiungere le posizioni previste (né d'altro canto vi fu il promesso sbarco italo-britannico). I reparti rimasti immobilizzati si arresero agli alleati con l'onore delle armi fra il 29 aprile ed il 2 maggio 1945.

### Il coinvolgimento nella guerra civile
La maggior parte della fanteria della Decima fu dislocata a giugno 1944 nell'Alto Piemonte, secondo direttive dei comandi tedeschi che rispondevano a due finalità: la prima consisteva nel progetto di costituire una armata, formata da divisioni tedesche e della RSI, che avrebbe dovuto schierarsi fra il Piemonte e la riviera ligure, un'area d'importanza vitale per i tedeschi i quali intendevano tenere sotto controllo i passi del Vallo Alpino e prepararsi a contrastare un eventuale sbarco degli Alleati; la seconda finalità era quella di contrastare il movimento partigiano, che proprio in Piemonte si era mostrato particolarmente forte.
I tedeschi utilizzavano i militari della RSI per combattere il movimento partigiano, ma ciò contraddiceva le intenzioni dichiarate con le quali era sorta e si era sviluppata la Decima Mas di Borghese: infatti per quest'ultimo la concentrazione dei suoi armati nel Piemonte settentrionale avrebbe dovuto servire di addestramento in previsione di un invio al fronte per combattere contro gli Alleati (fra i comandi della Decima «aveva già cominciato a prendere corpo l'idea di inviare l'intera unità in Venezia Giulia con l'obiettivo dichiarato di tenere, anche autonomamente, la linea difensiva che si sarebbe dovuta opporre all'avanzata delle forze jugoslave»).
Un telegramma del prefetto di La Spezia del 17 gennaio 1944 attesta l'inizio di un  rastrellamento, sulle alture di Sarzana, cui parteciparono truppe tedesche, uomini della GNR, parte del reggimento "San Marco" e una cinquantina di militari della Decima; durante questa azione non si ebbero scontri a fuoco, ma solo sequestri d'armi. La Decima fu risparmiata dalle azioni partigiane e gappiste fino al 23 gennaio 1944, quando un attacco dinamitardo fece saltare a La Spezia il tram che collegava il centro cittadino colla sede della Decima nella Caserma San Bartolomeo, provocando la morte di tre fucilieri di marina e due cittadini. 

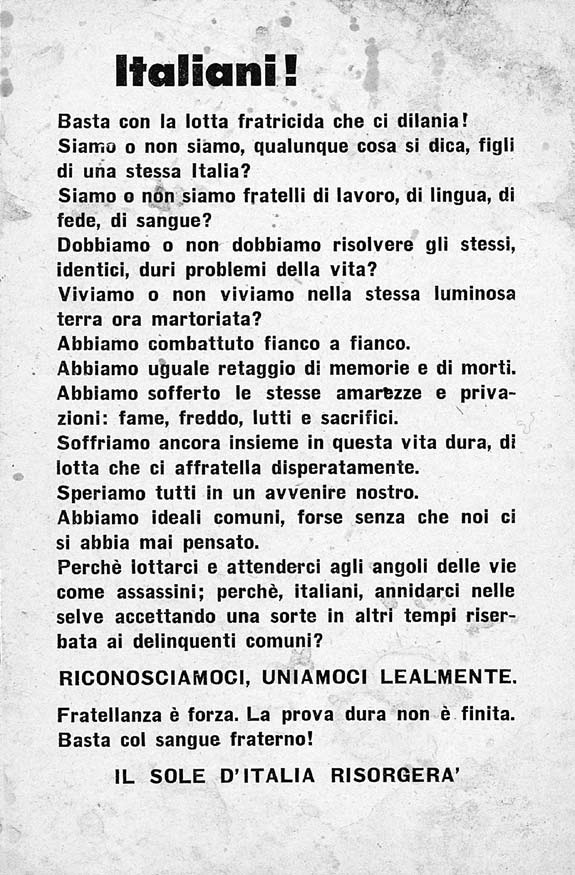
Manifesto del 1944 inneggiante ad una "pacificazione" fra partigiani e forze della Decima.

La prima rappresaglia compiuta dalla Decima risale al marzo 1944; la notte del 12 il treno Parma-La Spezia fu bloccato dai partigiani. Nell’azione morirono, fra gli altri, il sottotenente Gastone Carlotti e il sottotenente Domenico Pieropan della X Mas; cadde anche il capo dei partigiani tenente Mario Betti. La Decima ordinò un rastrellamento, durante il quale furono sorpresi 13 partigiani: tre di essi morirono nello scontro a fuoco, un altro (il ventenne Luciano Righi) ferito e fatto prigioniero, fu ucciso a sangue freddo; nove furono portati alla Spezia. Di questi, un minorenne fu rilasciato e gli altri otto furono fucilati. Il partigiano rilasciato (Mario Galeazzi) testimoniò nel 1948 al processo contro Borghese, affermando fra l'altro che il suo gruppo era del tutto estraneo all'assalto contro il treno; testimoniò anche che i nove partigiani arrestati furono torturati da uomini della Decima e della GNR per costringerli a parlare.
Spostate le unità in Piemonte, alla Decima fu sempre più spesso richiesta la partecipazione alle operazioni di controguerriglia antipartigiana. I comandi della Decima tentarono inizialmente di opporsi a tale tipo di impiego, ma dal momento che la decisione ultima sulla conduzione della guerra e sull'ordine pubblico spettava ai tedeschi, e dal momento che le richieste di questi ultimi in tal senso divennero sempre più pressanti, Borghese non poté che obbedire. In una prima fase, comunque, la partecipazione della Decima alle manovre antipartigiane rimase marginale. 
Scrive Capra Casadio che tale «situazione ambivalente e oscillante, riguardante la contraddizione latente fra la riluttanza della Decima a partecipare alle operazioni di controguerriglia, da un lato, e il suo impiego tattico agli ordini della repressione nazista, dall'altro, non avrebbe potuto reggere a lungo ed era comunque destinata a un punto di svolta»; l'avvenimento che eliminò ogni remora, da parte della Decima, a partecipare alla repressione della Resistenza fu, nel luglio del 1944, l'uccisione del comandante del "Barbarigo" Umberto Bardelli. Così dall'autunno 1944 anche la Decima fu massicciamente coinvolta nella guerra civile contro i partigiani italiani.

Cuorgnè, estate 1944: Junio Valerio Borghese in visita al "Barbarigo" reduci dal fronte di Nettuno. Riconoscibili Borghese (alla guida), Umberto Bardelli (dietro Borghese), Umberto Bertozzi (appoggiato alla macchina a fianco di Borghese), Luigia Maresca (moglie di Bardelli), Mario Bordogna (alla sinistra di Luigia Maresca) e Joseph Gross (ufficiale interprete aggregato alla Decima Mas della 5ª Divisione alpina tedesca).

L'8 luglio 1944 Bardelli partì da Agliè assieme ad alcuni uomini del "Barbarigo" alla ricerca del guardiamarina Gaetano Oneto, disertore del battaglione "Sagittario" che, insieme ad altri uomini, era fuggito con la cassa del battaglione. Giunti nel borgo di Ozegna gli uomini della Decima si trovarono di fronte a un gruppo di partigiani di cui alcuni appartenenti alle Brigate Matteotti e altri alle Brigate Giustizia e Libertà, tutti al comando del partigiano Piero Urati, detto Piero Piero. Bardelli depose le armi e ordinò ai suoi di fare lo stesso. Iniziarono così a parlamentare coi partigiani per ottenere la consegna del disertore. Ma, a un certo punto, gli uomini della Decima si trovarono circondati dai partigiani e Piero Piero intimò la resa al comandante repubblichino, il quale rifiutò urlando «Barbarigo non si arrende!». Nel rapido scontro a fuoco che ne seguì rimasero uccisi dieci marinai della Decima fra cui Bardelli, tre partigiani e un civile. I partigiani lasciarono sul posto i feriti gravi e presero prigionieri i repubblichini superstiti, fra cui alcuni feriti leggeri che vennero curati all'ospedale di Pont Canavese. Secondo una testimonianza di Carlo Sfrappini (uno dei prigionieri), i marò della Decima non patirono particolari violenze fisiche, ma lo stesso Sfrappini fu sottoposto più volte a una falsa fucilazione. Tutti i marò prigionieri furono liberati in uno scambio con prigionieri partigiani, otto giorni dopo. 
Capra Casadio scrive che «i cadaveri dei marò del "Barbarigo" caduti nella trappola di Ozegna furono ritrovati privi dei valori personali, senza i denti d'oro e con le bocche piene di terra e di erba in segno di sfregio». Lazzero scrive che «i cadaveri di Bardelli e degli altri, a cui i partigiani hanno tolto armi e munizioni, sono caricati a notte su un carro agricolo sporco di paglia e di letame e portati via da qualcuno della popolazione [...] che ha frugato nelle tasche asportando portafogli e sigarette». 
Pochi giorni dopo un ufficiale della Decima, Beniamino Fumai (di cui si parlerà qui in seguito), sequestrò un partigiano, Domenico De Laurenti, che era rimasto ferito durante un'azione contro il segretario del fascio di Aglié: De Laurenti «fu barbaramente torturato, fucilato nella piazza del paese e il suo corpo martoriato lasciato esposto per alcune ore come monito per i partigiani che si nascondevano nei boschi. La zona di Ozegna [...] fu sottoposta a un rastrellamento feroce, in cui furono coinvolti anche i centri di Valperga, Canischio, Alette e Faletto, molte case vennero incendiate e alcuni partigiani passati per le armi».
L'8 agosto 1944 Borghese radunò a Ivrea tutti gli ufficiali della Decima per comunicare loro la propria decisione di partecipare attivamente alla repressione antipartigiana, aggiungendo che gli ufficiali che non volessero prendere parte a tali attività avrebbero potuto essere congedati; quindici ufficiali si misero in congedo. Nella stessa riunione Borghese precisò che i partigiani catturati con le armi in mano sarebbero stati fucilati.
Per fronteggiare le sempre più frequenti azioni dei partigiani, fu costituita una speciale "compagnia O" (operativa), composta da circa 120 uomini al comando del tenente Umberto Bertozzi, dotata di autocarri, composta di tre plotoni di fucilieri e un plotone comando, finalizzata alla repressione antipartigiana, ai rastrellamenti e alle rappresaglie. Bertozzi, che capeggiava anche l'Ufficio I con compiti di polizia, si occupava dei prigionieri catturati e organizzava indagini e interrogatori; la sua personalità «sadica e crudele» e il suo carattere violento sono ben documentati. I reparti di Bertozzi, che agivano al di fuori di ogni controllo, si macchiarono «dei maggiori crimini e delle più brutali torture, gestendo plotoni d'esecuzione e interrogatori». Il 5 maggio 1944 l'Ufficio I partecipò a un «feroce rastrellamento» in Alta Lunigiana, assieme a truppe tedesche e repubblichine, che ebbe come risultato più di cento case bruciate e l'uccisione di ventidue contadini e pastori. Uomini di Bertozzi parteciparono anche alla strage di Forno, che contò 65 vittime civili.
Per un breve periodo fece parte della Decima anche la compagnia "Mai morti", comandata da Beniamino Fumai; nata a Trieste nel settembre 1943, composta inizialmente da una cinquantina di fascisti e squadristi, «la compagnia cominciò a girare per l'Italia del Nord con degli autocarri, compiendo ogni genere di scorrerie, senza sottostare ad alcuna autorità». Giunta a Novara nel gennaio 1944, e minacciato Fumai di arresto dalle autorità della RSI se non avesse messo i suoi uomini agli ordini dell'esercito repubblicano, la compagnia occupò la prefettura pretendendo di essere arruolata nella Decima. Borghese accettò, inquadrò gli uomini di Fumai nella Decima sparpagliandoli fra varie compagnie e pose Fumai al comando del battaglione "Sagittario" con il grado di capitano di corvetta. Nell'agosto del 1944 il "Sagittario" «partecipò ai rastrellamenti nell'alto Piemonte dove si distinse per la durezza degli interventi; in Val Ribordone vennero date alle fiamme tutte le case della frazione di Posio, come rappresaglia per l'uccisione di un marò e altre azioni vennero segnalate per soprusi, violenze, razzie e rapine». Nell'ottobre 1944 Borghese, per «porre fine alle intemperanze dei "Mai morti"», esautorò Fumai dal comando del "Sagittario" e inoltre lo cacciò dalla decima; a questo punto Fumai «mise in atto una ribellione e, assieme a duecento uomini, riprese il suo drammatico vagabondaggio nell'Italia del Nord, senza che nessuna autorità della RSI cercasse di fermarlo».
Dopo i fatti di Ozegna il grosso della fanteria di marina della Decima partecipò alla repressione antipartigiana, sempre unitamente ad altri reparti tedeschi e repubblichini. Nel luglio-agosto 1944 si ebbe un ciclo di operazioni di controguerriglia che interessò in un primo tempo il Canavese, Ceresole Reale, le Valli di Lanzo e la Val Soana; un'ampia manovra fu condotta nella Valle di Locana fra il 31 luglio e il 12 agosto contro forze partigiane il cui nucleo principale era costituito dalla Quarta Divisione "Garibaldi"; la Decima partecipò anche con la propria artiglieria e lo stesso Borghese rimase lievemente ferito. Altre zone in cui operò in seguito la Decima furono Monte Soglio, Pian della Mussa, la Val di Viù, la Val Grande e (in agosto) tutto il Piemonte nord-orientale con il coinvolgimento del basso Canavese e della Val d'Ala. Nell'ottobre-novembre 1944 la Decima partecipò in forze all'attacco nazifascista contro la Repubblica partigiana di Alba, operazione che si svolse nell'ambito delle direttive del feldmaresciallo Albert Kesselring il quale aveva proclamato una "settimana di lotta" contro le bande partigiane. Per la Decima parteciparono i battaglioni "Lupo" e "Fulmine"; la seconda compagnia del "Lupo" fu tra le prime a entrare ad Alba.
Storiografia e memorialistica registrano vari episodi di accordi, patti, tregue d'armi fra partigiani e forze della Decima. In un caso si giunse alla costituzione di un plotone d'esecuzione misto per l'esecuzione di un disertore della Decima, il guardiamarina Gaetano Oneto (lo stesso disertore che era stato inseguito da Umberto Bardelli). Dopo essere stato degradato, Oneto venne fucilato il 4 settembre 1944 nei pressi di Configlietto Val Soana da un picchetto comandato dal tenente di vascello Montanari, formato da sei fucilieri del battaglione Barbarigo e sei partigiani della I Brigata "Matteotti" comandata da De Franchi. Vi assistette un picchetto di venti fucilieri della Decima e venti partigiani. Pochi giorni dopo, Borghese descrisse l'episodio in un rapporto al Sottosegretario di Stato per la Marina della R.S.I., nel quale scrisse fra l'altro che, sebbene detta fucilazione presentasse «caratteristiche non ortodosse», si riteneva che il provvedimento fosse stato «salutare anche al fine delle conclusioni che ne potranno trarre coloro che - per avventura - avessero in animo di disertare dalle file repubblicane per passare ai banditi. A scopo propagandistico si propone di portare il fatto a conoscenza dei reparti militari, a mezzo circolare».
Fra gli episodi più noti della guerra fra Decima e partigiani è l'esecuzione sommaria del partigiano delle Brigate Garibaldi Ferruccio Nazionale, detto "Carmela", ventiduenne, biellese. Catturato nell'estate del 1944 per aver tentato di uccidere il cappellano militare della Decima don Augusto Bianco, Nazionale fu impiccato a Ivrea dalla compagnia "O" di Bertozzi, nella piazza del municipio, davanti alla popolazione. «La scena viene ripresa da un fotografo della Decima. Il cadavere penzolante ha le mani legate sul davanti e un cartello appeso al collo sul quale è scritto: "Aveva tentato con le armi di colpire la Decima". Un ufficiale si ferma a fumare accanto al morto». Il corpo sarebbe dovuto rimanere lì quale monito per la popolazione, che venne raggruppata e fatta sfilare davanti al cadavere. Secondo le testimonianze di alcuni partigiani raccolte successivamente, al momento dell'impiccagione Nazionale era praticamente già morto a causa delle torture inflittegli dai fucilieri della compagnia "O". Sempre secondo queste testimonianze, durante le torture gli sarebbe anche stata mozzata la lingua.

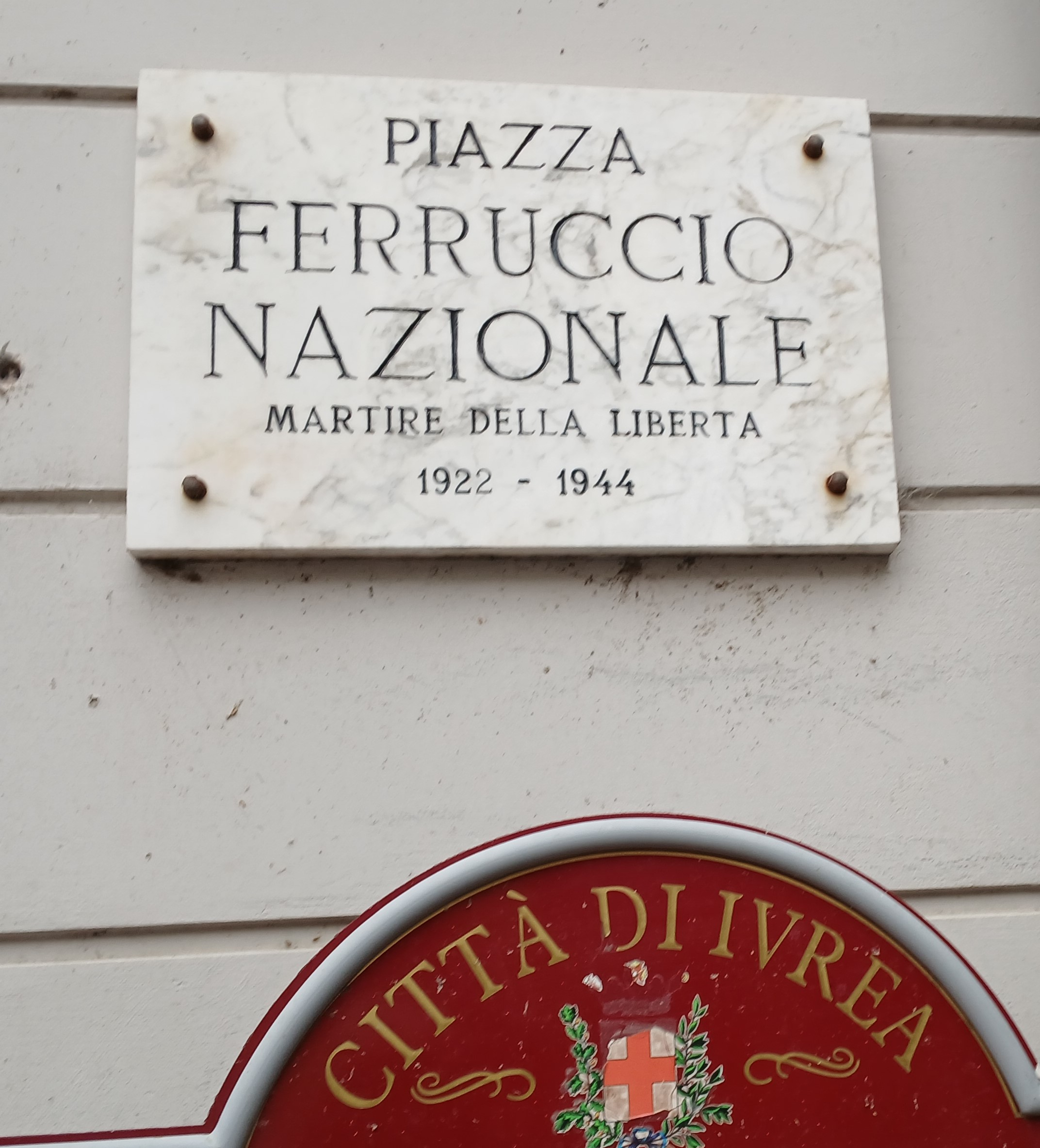
Ferruccio Nazionale, partigiano biellese impiccato dalla Xª MAS. Piazza del municipio di Ivrea, luglio 1944.

Secondo lo storico Renzo De Felice, l'atteggiamento della Decima «nei confronti dei partigiani e della politica della Rsi verso di essi» può essere schematizzato come segue:
Secondo lo storico Giuseppe Parlato «mentre le altre formazioni operavano in funzione antipartigiana, la Decima attese che i partigiani attaccassero per poi procedere, con riluttanza, alla guerra antipartigiana. La differenza è tuttavia assai sottile, vista la guerra civile. In ogni caso, almeno nei vertici e nelle intenzioni, la Decima non voleva combattere contro altri italiani, bensì portare a termine l’impegno d’onore verso la nazione concludendo la guerra anche con una sconfitta. Ciò determinò, in qualche caso, momenti di cavalleria e di rispetto fra le due parti in lotta e persino qualche momentaneo accordo politico».
Secondo Capra Casadio, è vero che la Decima nacque per combattere contro gli Alleati, che la «stragrande maggioranza» di coloro che si arruolarono in essa lo fece «per un ideale patriottico e nazionalista», e che in quest'ottica la guerra contro altri italiani «era generalmente respinta e rifiutata», come risulta dalle testimonianze offerte dalla memoralistica. Tuttavia la decisione di Borghese di creare dei reparti di fanteria di marina «rappresentò una svolta dalle chiare e palesi implicazioni politiche, perché era necessariamente destinata a scontrarsi con il dramma della guerra civile [...] e, intrecciandosi con le pressioni delle autorità naziste e con quelle delle autorità di Salò che spingevano per impiegarne i reparti nelle azioni antipartigiane, determinò una contraddizione di fondo con l'ideale aspirazione della Decima di continuare a combattere sulla linea del fronte contro gli anglo-americani».
Capra Casadio definisce «utopistica» l'idea di Borghese di creare una forza armata che, nel Nord Italia, si preparasse allo scontro con gli anglo-americani senza venire coinvolta nella guerra civile; inoltre, per questo storico, la violenza esercitata in nome di un sistema totalitario e criminale come quello nazifascista non può in nessun modo situarsi sullo stesso terreno morale della lotta dei partigiani che si battevano per liberare l'Italia e l'Europa dal nazifascismo.

### Crimini di guerra
I crimini di guerra della Xª MAS furono perpetrati essenzialmente in località dove era concentrata l'attività partigiana. Sono stati citati i seguenti episodi a carico della Decima durante il processo al suo comandante nel dopoguerra:
- Valmozzola (PR), 17 marzo 1944: fucilazione di otto partigiani fatti prigionieri dopo l'uccisione di due ufficiali del battaglione Lupo della Xª Flottiglia MAS Carlotti e Pieropan[117].
- Forno (frazione di Massa), 13 giugno 1944: 68 persone (tra le quali il maresciallo dei carabinieri Ciro Siciliano, che cercò di impedire il rastrellamento), per lo più civili e qualche partigiano, furono uccise da un reparto di SS e da uomini della compagnia "O" al comando di Umberto Bertozzi (che secondo alcune fonti selezionò i prigionieri da fucilare) in quella che viene ricordata come la "strage di Forno".[118][119]
- Borgo Ticino (NO), 13 agosto 1944: 12 civili vennero fucilati in collaborazione con le SS, il paese fu saccheggiato e incendiato nella "strage di Borgo Ticino". Per la prima volta fu applicato il bando Kesselring di rappresaglia per il ferimento di quattro soldati tedeschi: al paese venne chiesto un risarcimento di 300.000 lire per compensare ill fatto[120] ed evitare l'esecuzione, ma, come ammesso al processo dal capitano Krumhar che guidava le SS, nonostante il pagamento la fucilazione e le successive violenze avvennero ugualmente.[121][122]
- Guadine (fraz. di Massa), 24 agosto 1944: rappresaglia sulla popolazione civile, ritenuta fiancheggiatrice dei partigiani, con 13 civili uccisi[123]. Il paese e le sue frazioni furono quasi completamente bruciati e distrutti. L'operazione probabilmente aveva anche lo scopo di bloccare eventuali fuggitivi dalla contemporanea azione della 16. SS-Freiwilligen-Panzergrenadier-Division Reichsführer SS, agli ordini del maggiore Walter Reder e degli uomini della Brigata Nera di Massa, che si stava svolgendo a Vinca (comune di Fivizzano).[124][125]
- Castelletto sopra Ticino (NO), 2 novembre 1944: dopo l'uccisione da parte dei partigiani del sottotenente di vascello Leonardi, ci fu una pubblica esecuzione esemplare in cui un ufficiale della Xª MAS fece fucilare cinque partigiani garibaldini detenuti ad Arona[126][127], dopo aver obbligato una folla ad assistere.[128]
- Crocetta del Montello (TV): tortura di sei partigiani tramite fustigazione e ustioni con stracci imbevuti di benzina e accesi[129][130]. I sei partigiani, presi prigionieri dal tenente dalla Xª MAS Filippo Mariucci, forse in seguito a delazione di un altro partigiano, erano stati indicati come i responsabili del rapimento e dell'uccisione avvenuta il 7 ottobre 1944 del brigadiere dei carabinieri Ettore Buggio. Furono sommariamente fucilati lungo il muro esterno del cimitero di Ciano del Montello il 2 gennaio 1945[131][132]

Nel processo a Borghese dopo la guerra, fu testimoniato che in alcune delle rappresaglie, di cui furono protagonisti, gli uomini della Decima indossavano uniformi tedesche, probabilmente per farle attribuire all'esercito del Reich..
Nella sentenza di rinvio a giudizio del processo contro Junio Valerio Borghese lo si accusava, tra le altre cose, di aver effettuato:
(Dalla sentenza di rinvio a giudizio del processo contro Borghese, articolo del sito dell'ANPI)
Tuttavia nel dispositivo della sentenza Borghese fu condannato a 12 anni di carcere ed esclusione dai pubblici uffici solo per "collaborazione militare" coi tedeschi. Fu escluso il suo coinvolgimento nei crimini di guerra come la partecipazione ai reati di omicidio e saccheggio.
Durante gli anni Sessanta 695 fascicoli riguardanti le stragi nazifasciste in Italia vennero "archiviati provvisoriamente" dal procuratore generale militare, principalmente per ragioni di convenienza politica, e i vari procedimenti furono bloccati, garantendo l'impunità ai responsabili ancora in vita. Nel 1994, durante la ricerca di prove a carico di Erich Priebke per la strage delle Fosse Ardeatine, questi fascicoli furono trovati in quello che giornalisticamente fu definito l'Armadio della vergogna; tra essi ve ne erano diversi riferiti a fatti compiuti da personale della Decima Mas di Borghese..

### Il fronte orientale

#### Contesto storico
Nell'aprile 1941 l'Italia fascista partecipò all'invasione della Jugoslavia e si annetté parte del suo territorio, fra cui la parte sud-occidentale della Slovenia in cui venne istituita la provincia di Lubiana. Insieme alla Wehrmacht e a vari reparti collaborazionisti, le forze armate italiane per oltre due anni presero parte in modo attivo (con brutalità crescente e con il sistematico ricorso a crimini di guerra contro la popolazione civile) all'azione di controllo del territorio e di repressione contro ogni opposizione al dominio dell'Asse e degli Stati satelliti croato e serbo. Contro l'occupazione sorse e si rafforzò un movimento di resistenza, all'inizio politicamente composito ma che, al momento del tracollo del Regio esercito (con l'armistizio dell'8 settembre 1943, e più ancora in seguito), era egemonizzato dai comunisti.  
Dopo l'armistizio gli occupanti tedeschi crearono la Zona d'operazioni del Litorale adriatico (con a capo Friedrich Rainer), un territorio annesso de facto alla Germania nazista e comprendente le province italiane di Udine, Gorizia, Trieste, Pola, Fiume, e Lubiana, territorio sul quale la sovranità della Repubblica Sociale Italiana (RSI) fu puramente nominale, divenendo teatro di un'intensa repressione antipartigiana coordinata dal locale capo delle SS Odilo Globočnik.
Già da prima della guerra i comunisti italiani e jugoslavi avevano propugnato (fra l'altro) il diritto all'autodecisione, fino anche al distacco dallo Stato italiano, delle popolazioni di lingua slovena e croata presenti nel territorio italiano (sottoposte, durante il fascismo, a una dura politica di snazionalizzazione). Dal 1942 i partigiani jugoslavi inserirono nel loro programma la revisione dei confini con l'Italia e l'annessione di Trieste, della Venezia Giulia e dell'Istria. Nei giorni immediatamente successivi all'annuncio dell'armistizio, le strutture direttive dei movimenti di liberazione sloveni e croati promulgarono due distinte dichiarazioni, con le quali proclamarono annesse alla Jugoslavia l'Istria (suddivisa fra Slovenia e Croazia) e la Venezia Giulia (alla Slovenia). Le dichiarazioni furono confermate il 30 novembre 1943 a Jajce dal massimo organo federale, la Presidenza del Consiglio Antifascista di Liberazione popolare della Jugoslavia (AVNOJ). L'obiettivo dei partigiani jugoslavi (perseguito, a quell'epoca, con il consenso dei vertici del Partito Comunista Italiano) era triplice: liberare le zone occupate dagli eserciti dell'Asse, creare una serie di fatti compiuti per sostanziare le proprie rivendicazioni territoriali eliminando ancora nel corso delle operazioni belliche ogni opposizione – reale o potenziale – a tale disegno e procedere nel contempo a una rivoluzione sociale di tipo marxista. 
Nella Slavia friulana (denominata all'epoca "Slavia veneta") operarono contemporaneamente, contro i nazifascisti, tre tipologie di formazioni partigiane: gli sloveni del IX Korpus, fortemente organizzati e inseriti all'interno dell'Esercito Popolare di Liberazione della Jugoslavia, alcune Brigate Garibaldi, fra le quali in particolare quelle inserite nella Divisione Garibaldi "Natisone", costituita prevalentemente da militanti comunisti, e le Brigate Osoppo-Friuli, con componenti d'ispirazione monarchica, azionista, socialista, laica e cattolica.

#### Il ruolo della Decima
Già nella primavera del 1944 il comando della Divisione Decima aveva preso la decisione di impiegare quest'ultima nella Venezia Giulia, ma solo durante un consiglio di guerra con tutti gli ufficiali della Flottiglia tenutosi il 12 ottobre 1944 fu stabilito un ordine d'operazione ove, nell'affrontare la questione del prossimo crollo militare delle Potenze dell'Asse, si prevedeva fra l'altro che «l'italianità [...] di Trieste, Pola, Fiume, Zara» sarebbe stata certamente «messa in discussione» e pertanto si decideva che la Divisione Decima sarebbe stata inviata in Venezia Giulia, «dove si terrà pronta, in caso di crollo militare e conseguente ritirata delle forze germaniche, a difendere quelle popolazioni e quelle terre italiane contro gli slavi di Tito»; si stabiliva inoltre che all'arrivo «degli anglo-americani, gli uomini della Decima deporranno le armi essendo assurdo combattere da soli contro nemici di fronte e nemici alle spalle».
Nell'ottobre-novembre 1944 (previo consenso ottenuto sia da Mussolini, sia dai gerarchi tedeschi Wolff e Rahn) la Decima iniziò a trasferirsi dal Piemonte, concentrandosi inizialmente nel Veneto orientale: i battaglioni "Valanga" e "Fulmine", con l'appoggio di reparti tedeschi, vennero subito utilizzati in operazioni antipartigiane particolarmente in Carnia, dove operavano le brigate "Osoppo" e "Garibaldi". Il 18 dicembre 1944 la Divisione Decima (tranne i battaglioni "Lupo", "Valanga" e "Colleoni" rimasti in Veneto) si sistemò a Gorizia e dintorni, con il consenso dei comandi tedeschi ottenuto (dopo varie insistenze) dal generale Wolff e con l'obiettivo di contrastare l'imminente offensiva del IX Korpus jugoslavo.
La Decima avviò nella Venezia Giulia - anche tramite il suo Ufficio stampa e propaganda - un'attività propagandistica di carattere nazionalistico italiano, in diretto contrasto con i tedeschi (stampa di volantini e di manifesti, distribuzione del giornale della Decima, istituzione di un servizio di pullman fra Gorizia e Milano, fondazione di un "Istituto per gli studi sulla Venezia Giulia" e organizzazione di un servizio segreto d'informazioni sulle attività tedesche e su quelle jugoslave); attività che travalicavano l'ambito militare assumendo l'aspetto di un'iniziativa politica e suscitando una reazione da parte tedesca. Si ebbe anche un episodio di confronto militare: quando il comando della Divisione Decima si stabilì a Gorizia e innalzò sulla caserma una bandiera italiana, i tedeschi (avendo essi proibito l'esposizione del tricolore in tutta la Zona d'operazioni del Litorale adriatico) ordinarono di ammainarla, e circondarono la caserma con un loro reparto. A loro volta i marò puntarono le armi contro i tedeschi; la situazione si risolse senza nessuno scontro armato.
All'arrivo della Decima a Gorizia era in stato di avanzata preparazione da parte dei tedeschi l'Operazione Adler, una vasta manovra finalizzata ad annientare il IX Korpus jugoslavo cancellando la presenza partigiana dagli altipiani di Tarnova e della Bainsizza; parteciparono truppe tedesche e reparti collaborazionisti serbi, croati e sloveni, ma il ruolo più impegnativo fu affidato a unità della Decima (i battaglioni "Barbarigo", "Fulmine", "NP", "Sagittario", elementi del genio "Freccia" e il gruppo d'artiglieria "Alberto da Giussano"). L'operazione era concepita in termini troppo ambiziosi, e gli uomini della Decima si trovarono a fronteggiare un nemico ben più forte e più organizzato dei partigiani contro cui si erano misurati nelle valli del Piemonte. A ciò si aggiunse un inaspettato vantaggio per i partigiani, allorché il 20 dicembre 1944 questi ultimi eliminarono in un agguato il comandante operativo della divisione Decima Luigi Carallo e trovarono nella sua vettura una carta geografica contenente le direttrici dell'attacco nazifascista. L'offensiva si rivelò un complessivo insuccesso: in oltre dieci giorni di combattimenti non riuscì a diminuire di molto la forza del IX Korpus jugoslavo. I reparti della Decima rientrarono a Gorizia mantenendo un solo presidio avanzato a Tarnova della Selva, una piccola località slovena che, il 19 gennaio 1945, quando venne attaccata da più di mille partigiani (con il sostegno di altri reparti che occuparono le vie di comunicazione, fra i quali un certo numero di italiani della "Garibaldi Natisone"), era presidiata da poco più di duecento uomini della Decima; dopo due giorni di combattimenti (noti nella memorialistica della Decima come battaglia di Tarnova), nella notte fra il 20 e il 21 i superstiti della Decima riuscirono a sganciarsi e nella mattinata furono ricondotti a Gorizia da un reparto tedesco. 
Già dal 1944 il governo italiano del Regno del Sud aveva iniziato a fare pressioni sugli alleati angloamericani affinché organizzassero un'occupazione militare delle regioni orientali da porre in atto al crollo dell'esercito tedesco, per contrastare l'avanzata jugoslava; autonomamente il governo del Sud contattò in via riservata ambienti della RSI con lo scopo di creare un fronte comune antijugoslavo; un piano predisposto nell'estate del 1944 dal servizio segreto della Marina del Sud prevedeva anche la predisposizione di un'organizzazione militare clandestina in funzione anticomunista; questo tipo di progetti però necessitava di un'autorizzazione da parte dei comandi alleati, che non giunse mai. Tuttavia, sia prima sia dopo le fasi organizzative del piano, la Regia Marina avviò degli approcci con ambienti militari della RSI e fra questi anche con la Decima di Borghese, il quale diede il suo appoggio. Anche da parte della Repubblica di Salò furono fatti dei tentativi per costituire un fronte unito anticomunista con la brigata partigiana Osoppo. L'esponente della Decima Maria Pasquinelli, dopo aver avuto il permesso da Borghese di parlare con l'Osoppo, riuscì a contattare nel gennaio 1945 sia alcuni esponenti del CLN sia Gastone Valente della brigata Osoppo; ma tutti rifiutarono categoricamente l'offerta. Un altro tentativo, questa volta da parte del Regno del Sud, fu effettuato dall'ufficiale italiano Cino Boccazzi, che era stato paracadutato oltre le linee nemiche, in Friuli, ed era stato catturato dai fascisti nel dicembre 1944. Boccazzi si prestò a creare un canale di collegamento fra la Decima e la Osoppo onde verificare la disponibilità a un accordo da parte di quest'ultima; tra la fine di gennaio e la metà di febbraio 1945 si ebbe anche un incontro, a Vittorio Veneto, fra un capitano della Decima e l'esponente della Osoppo Candido Grassi (a quanto sembra, all'insaputa del comando della Osoppo). Anche questo episodio non ebbe però nessun seguito. Nel febbraio 1945 tutti i principali esponenti della brigata Osoppo furono uccisi da partigiani comunisti italiani nell'eccidio di Porzûs.
Rainer fece pressioni sui vertici tedeschi e su Wolff affinché la Decima fosse ritirata dalla Zona d'operazioni e stanziata a ovest del Tagliamento, obiettivo che fu ottenuto a fine gennaio del 1945, evidenziando così l'autonomia limitata di cui la Decima poteva godere sulle questioni strategiche; la formazione di Borghese dovette abbandonare la Venezia Giulia e si ricollocò nella zona Marostica - Bassano del Grappa.
Negli ultimi mesi del conflitto, per difendere l'italianità dell'Istria, Borghese avviò contatti con la Regia Marina al sud (ammiraglio De Courten) per favorire uno sbarco italo-alleato in Istria e salvare le terre orientali dall'avanzata delle forze jugoslave. Lo sbarco studiato dalla marina italiana del Sud si sarebbe avvalso dell'appoggio delle formazioni fasciste e della Decima, con o senza l'intervento Alleato. Gli inglesi fecero fallire questo piano, non volendosi inimicare Stalin dopo l'accordo di Yalta e favorendo così l'avanzata degli jugoslavi, che ebbero peraltro anche l'attivo sostegno della Royal Navy britannica.
In Istria rimasero solo alcune centinaia di uomini della Decima dislocati in vari presidi a fianco dei reparti tedeschi, perlopiù catturati dai titini durante l'occupazione della Venezia Giulia insieme ai tedeschi e altri soldati della RSI e massacrati nelle tristemente note foibe o deportati nei campi di prigionia jugoslavi.
Altri morirono a fianco degli ultimi nuclei di resistenza tedeschi nei combattimenti che divampavano contemporaneamente all'avanzata dei titini verso il Friuli e la Venezia Giulia. Essi, insieme a questi resti dell'esercito tedesco, dovevano resistere per coprire la ritirata del grosso delle truppe tedesche acquartierate nell'Istria e nella Slovenia verso l'Austria. Il caos tra i tedeschi, privi di ordini univoci e indecisi se tentare di resistere o ritirarsi, trascinò anche i reparti repubblicani, e fra questi ovviamente quelli della Decima.
Gli ultimi focolai di resistenza che persistettero fino agli inizi di maggio vennero tutti schiacciati dai titini, combattendo o, più spesso, promettendo salva la vita in caso di resa. Tra questi ultimi combattimenti, degno di nota è quello di Pola. Qui, dopo la firma della resa delle ultime truppe tedesche affiancate da alcuni reparti della Xª MAS decimati dalla battaglia contro le forze jugoslave l'8 maggio 1945, l'ammiraglio tedesco che aveva firmato la capitolazione venne subito dopo fucilato insieme ad un gruppo di ufficiali e a una decina di ufficiali della Decima.

### Comportamento in guerra

Le mascotte del Battaglione Barbarigo.

Alleatosi coi tedeschi, il corpo si dedicò all'organizzazione militare al fine di recarsi al fronte a combattere gli anglo-americani. Il 3 marzo 1944 il battaglione "Barbarigo" (il primo reparto di fanteria della marina, guidato da Bardelli) entrò in linea nei pressi di Anzio e Nettuno, dove venne impiegato contro gli Alleati durante lo sbarco di Anzio, alle dipendenze, però, della 175ª divisione tedesca.
Le truppe coinvolte nelle operazioni di "grande polizia" o controguerriglia contro le forze partigiane italiane sono state oggetto di numerose critiche. La Xª MAS fu attiva in operazioni di grande polizia nel Monferrato, nelle Langhe, nel Canavese, in Carnia, in Val di Susa e in Val d'Ossola. Gli uomini della Decima si macchiarono di crimini di guerra, come torture, rappresaglie, fucilazioni sommarie.
Alcuni appartenenti alla Decima Mas si distinsero anche in azioni di saccheggio e furto a danno della popolazione civile, perseverando nell'abuso della loro autorità tanto da far preoccupare le autorità legittime e non militari:
(Appunto per il Duce di Mario Bassi, prefetto di Milano)
Sergio Nesi, ex ufficiale della Xª Mas, sottolinea il comportamento intrepido di Borghese e della Decima di fronte al nemico (in particolare nelle battaglie sul fronte di Nettuno, sulla Linea Verde, durante l'operazione Aquila e nella battaglia di Tarnova) e asserisce che le diserzioni sarebbero state sensibilmente inferiori a quelle registrate in altre forze armate e reparti della RSI. Molte azioni di furto e saccheggio sarebbero, secondo lui, da attribuirsi alle bande di criminali comuni che infestavano il territorio, mascherati dietro uniformi della Decima che sarebbero riusciti ad ottenere durante lo sbandamento dell'8 settembre 1943. Sempre secondo Nesi, operazioni dello stesso genere - a scopo di propaganda antifascista - sarebbero state condotte, sempre con uniformi della Decima in qualche modo trafugate, da nuclei partigiani della Liguria e del Cuneense.
Nesi sostiene poi che taluni rapporti di polizia, ingigantiti ed esagerati, proverrebbero da uffici e comandi repubblicani ostili alla Decima, allo scopo non di riparare i numerosi torti subiti dai civili, ma di metterla in cattiva luce presso gli alti comandi e Mussolini nell'ambito delle feroci lotte per il potere che caratterizzarono la Repubblica Sociale.
Sempre secondo l'ex ufficiale, nei confronti dei tedeschi la Decima non è stata, come sostenuto da altri, servile e collaborazionista, ma avrebbe adottato sempre un atteggiamento di doppiogioco, cercando di sottrarre all'alleato rifornimenti e materiali con ogni mezzo (compresa la corruzione, il furto, l'ubriacatura e l'inganno). Infatti, per finanziare la guerra contro gli angloamericani, si fece ricorso anche al mercato nero, acquistando armi in Svizzera mediante contrabbando di beni calmierati. Lo stesso prefetto di Milano espresse preoccupazione per le numerose azioni illegali commesse dai fucilieri. Sarebbero da inquadrare in quest'ottica anche il pestaggio e l'arresto del gauleiter Friedrich Rainer, episodio che portò all'espulsione quasi totale delle forze di Borghese dalla Venezia Giulia, sottoposte a "zona d'operazione".

### La fine della guerra

Junio Valerio Borghese ordina l'ammaina bandiera e smobilita la Xª MAS. - Milano, Piazzale Fiume 26 aprile 1945.

Verso la fine della guerra il quartier generale fu spostato in Piemonte. Il 26 aprile, primo dei tre giorni di insurrezione che portarono alla Liberazione, Borghese sciolse la Decima presso la caserma di piazzale Fiume (odierna piazza della Repubblica) a Milano.
I vari reparti della Decima seguirono diversi destini, a seconda del luogo e del nemico a cui si arresero.
- I battaglioni "Barbarigo", "Lupo", "NP" e "Freccia" e il gruppo artiglieria "Colleoni", impiegati a difesa della Linea Gotica, dopo aver subito gravi perdite nei combattimenti contro le forze inglesi e del Commonwealth, si ritirarono in piccoli nuclei oltre l'Adige verso Padova ad Albignasego ("Lupo" e "Barbarigo"), dove si arresero quando furono raggiunte dal nemico, ottenendo l'onore delle armi. Il "Freccia" e il "Colleoni" furono totalmente distrutti nella battaglia e cessarono di agire come unità organiche già negli ultimi giorni di aprile 1945, ripiegando disordinatamente.
- I reparti indivisionati nella Divisione Decima in territorio vicentino ("Sagittario", "Fulmine", "Valanga", "Castagnacci", "San Giorgio", "Alberto da Giussano", "Pegaso", "Vega") attesero l'arrivo del nemico arma-al-piede, dopo un iniziale tentativo di raggiungere la Venezia Giulia per arginare l'invasione iugoslava, frustrato dal totale controllo dell'aria da parte delle aviazioni alleate. Anche questi reparti si arresero con l'onore delle armi. Quelli concentrati a Bassano del Grappa invece si confrontarono coi partigiani, a volte combattendo a volte arrendendosi: in questo caso gli uomini che si consegnarono spesso subirono esecuzioni sommarie.
- I reparti di Fanteria di Marina a Venezia (battaglioni "Serenissima", Nuotatori Paracadutisti ed altri) si arresero con l'onore delle armi agli Alleati il 30 aprile 1945, presso l'ex collegio navale della GIL a Sant'Elena[175].
- I reparti territoriali a Torino e Milano seguirono la sorte delle altre unità repubblicane ivi presenti. Quelli di Torino non riuscirono a ripiegare verso la "zona franca" di Ivrea per arrendersi agli americani il 5 maggio e seguitarono a combattere nella caserma assediata dai partigiani. Dopo aver finito le munizioni si arresero, e oltre 60 superstiti furono fucilati sommariamente. Quelli di Milano subirono l'urto dell'insurrezione partigiana il 26 aprile.
- I reparti nel Novarese (battaglione "Scirè") furono coinvolti in scontri a fuoco coi partigiani. Quelli che si arresero dietro promessa d'aver salva la vita furono in gran parte passati per le armi.
- I reparti in Istria, a Fiume e sulle isole del Carnaro furono sistematicamente annientati dagli iugoslavi. Il battaglione "San Giusto" di Trieste invece riuscì a raggiungere via mare Venezia dove si arrese agli Alleati il 30 aprile.
- I reparti di marina a Sanremo uscirono il 26 aprile per un'ultima missione contro i franco-americani, dopodiché affondarono i mezzi e dispersero gli uomini. Quelli che furono catturati dai partigiani furono sommariamente uccisi.

I caduti accertati in operazioni belliche e di controguerriglia della Decima assommano a oltre 600. A questi vanno aggiunti gli uomini uccisi sommariamente al termine delle ostilità dopo aver ceduto le armi, in numero non precisato (si ricorda, ad esempio, l'eccidio di Valdobbiadene dei Nuotatori Paracadutisti della Decima (NP) nel maggio del 1945, in cui furono trucidati 50 prigionieri di guerra).

## Ideologia
La Decima ebbe a Milano un proprio ufficio stampa e propaganda, da cui, a partire dall'estate 1944, uscì un quindicinale chiamato "La Cambusa", distribuito a tutti i reparti. Con autorizzazione del Ministero della cultura popolare (firmata dal capo di gabinetto Giorgio Almirante per conto del ministro Ferdinando Mezzasoma), il 29 gennaio 1945 il periodico cambiò nome in "L'Orizzonte" e divenne un settimanale, il cui collaboratore più importante fu l'ex direttore del "Messaggero" Bruno Spampanato. Lo storico Ricciotti Lazzero definisce il giornale «un clamoroso tentativo del comandante Borghese di usare la sua posizione e i suoi mezzi di propaganda per sgusciar fuori da quella gabbia [...] in cui vogliono rinchiuderlo i gerarchi di Salò, con il maresciallo Graziani in testa».
Il primo numero de "L'Orizzonte", datato 29 gennaio 1945, riporta fra l'altro in prima pagina l'inizio di un articolo di Giovanni Preziosi dai toni violentemente antisemiti e una vignetta d'ispirazione razzista la cui didascalia recita: «Una legge del governo Bonomi permette nell'Italia invasa i matrimoni tra italiane e gente di colore».
L'articolo di fondo, senza firma (ma in realtà di Spampanato), asserisce fra l'altro che per «ventun anni il popolo ha aderito nella sua assoluta maggioranza al regime fascista», che degli «errori e dei difetti del regime [...] non il popolo fu colpevole», che «il sabotaggio della guerra colpì esclusivamente il popolo nelle sue masse di soldati e di lavoratori, estraneo alle oscure manovre dei circoli monarchici e militari e del mondo capitalistico-reazionario» e che «le masse popolari restano tuttavia al centro degli avvenimenti italiani». Dopo aver affermato che «c'è il Capo. È Benito Mussolini» e che «solo Mussolini può ricondurre su un'unica strada e riassumere in una costruttiva sintesi politica e sociale gl'impulsi più diversi e le più contrastanti tendenze», l'articolo conclude dicendo che il titolo del giornale vuole «significare l'orizzonte su cui cercheremo di raffigurare i fatti e le idee del momento [...] come li vedono quanti combattono perché i fatti si determinino secondo l'interesse italiano e le idee abbiano per unica sigla l'italianità». Lazzero scrive che nell'articolo, «dietro un frasario ambiguo e a doppio senso, molto abile, l'unico ammesso in quel periodo, s'intuisce lo sforzo di far capire a qualcuno che le cose stanno cambiando». Per lui il messaggio di Borghese «supera le barriere fasciste e prepara, guardando all'orizzonte, ciò che sta per arrivare»; Lazzero definisce "L'Orizzonte" un giornale «di opinione» che «accanto alla solita retorica con le solite professioni di fedeltà al duce [...] allinea propositi e obiettivi che non possono non dare fastidio a chi è abituato, come i gerarchi di Salò, a gestire con potere completo l'ammasso dei cervelli».
Lo storico Claudio Pavone definisce la Decima «un reparto fascista dei più feroci che pretendeva di sfuggire alla disperazione dei proscritti ostentando movenze di aristocratica eleganza mutuate dal suo comandante, il principe Junio Valerio Borghese».
Secondo lo storico Renzo De Felice, Borghese non era «un fascista in senso proprio» e anzi, contrariamente «a ciò che si potrebbe credere e a quanto affermato nel dopoguerra dalla pubblicistica neofascista, la X Mas, pur costituendo per così dire il fiore all'occhiello delle forze armate repubblicane, e il suo comandante erano stati subito guardati con sospetto e persino con ostilità dall'establishment politico-militare repubblicano». Sempre secondo De Felice, in Borghese ci fu una «pressoché totale assenza [...] di un'ideologia che non fosse un radicale e radicato nazionalismo», e la ragione che lo indusse a schierarsi con Mussolini «fu la difesa dell'intangibilità del territorio nazionale e soprattutto l'idea di restituire all'Italia l'onore nazionale perduto col "tradimento" dell'8 settembre».
In diretta polemica con De Felice, lo storico Aurelio Lepre contesta l'affermazione che Borghese non era fascista citando le parole dello stesso Borghese:
Commenta Lepre: «Fascista, dunque, anche se non sempre allineato, come lo furono moltissimi altri, persino Bottai. Il quale, però, non credette nella RSI, come fece invece Borghese».
Quanto all'asserzione di De Felice secondo cui Borghese si schierò con Mussolini per difendere l'intangibilità del territorio nazionale, Lepre afferma che quando Borghese stipulò il suo accordo con i tedeschi, il 14 settembre 1943, «non esisteva nessuna minaccia all'integrità del territorio italiano né da parte degli angloamericani né da parte dei partigiani di Tito (questa sarebbe venuta in seguito)», e che quando Borghese si recò a Berlino il 28 settembre 1943 per incontrare Dönitz, tale incontro «costituiva già di per sé un attentato all'integrità nazionale, così come poteva essere intesa dai fascisti, perché minava l'autorità del governo della repubblica presso i tedeschi, indebolendone la capacità di resistere alle loro richieste territoriali». Ne conclude che «la motivazione della difesa dell'integrità del territorio nazionale è insostenibile».
Secondo Lepre, «c'è una sola motivazione che rende comprensibile la scelta di schierarsi immediatamente con i tedeschi ed è quella dell'anticomunismo. Data l'alleanza tra le democrazie occidentali e l'Unione Sovietica, la Germania di Hitler appariva in Europa l'unico vero bastione contro il comunismo. E non c'è dubbio che Borghese sia sempre stato decisamente anticomunista».
Massimiliano Capra Casadio dedica alcune pagine della sua monografia sulla Decima alla «analisi della scelta e delle motivazioni ideologiche di Borghese». Cita varie testimonianze rese dallo stesso Borghese nel dopoguerra, ove Borghese fra l'altro «afferma che la sua primissima decisione fu determinata dal rispetto dell'etica militare e dalle responsabilità che sentiva di avere come ufficiale»; osserva che la «scelta di Borghese di seguitare a combattere dalla parte dei tedeschi nacque [...] per opposizione alle vicende dell'8 settembre da lui ritenute particolarmente deplorevoli, come la fuga della Casa Reale, del governo e degli Stati Maggiori, le modalità di comunicazione dell'armistizio o il tradimento delle alleanze che avrebbero macchiato per sempre l'onore militare dell'Italia». Tale decisione di Borghese «era dunque motivata dal desiderio di combattere per restituire all'Italia l'onore nazionale ritenuto perduto. [...] Oltretutto fu fondamentale anche l'inossidabile identificazione del nemico con gli anglo-americani [...] che dal luglio del 1943 avevano iniziato l'invasione del "suolo della Patria", motivo per il quale era necessario difendere con ogni forza l'intangibilità del territorio nazionale».
Capra Casadio tuttavia afferma che per «comprendere appieno la scelta di Borghese, al di là delle contingenze determinate dai fatti dell'armistizio, si devono comunque considerare anche le sue posizioni ideologiche pregresse, le credenze, i valori, i miti, le aspirazioni, i contenuti e i caratteri generali su cui si era formata la sua visione delle cose, elementi che costituiscono il retaggio politico e culturale su cui si basarono necessariamente le sue decisioni». Nei valori e nell'ideologia di Borghese lo storico rileva «un militarismo e un nazionalismo quasi totalizzanti» e afferma che tali fattori ideologici «non potevano non derivare, oltre che dalla sua professione e dall'ambiente aristocratico dal quale Borghese proveniva, dalla cultura propagandata e sostenuta dal regime per tutto il Ventennio. Una propaganda che era appunto indirizzata a temprare il popolo italiano per fare di ogni cittadino un individuo votato totalitariamente al sacrificio per lo Stato e la nazione, e che aveva eretto a virtù la violenza, l'azione, il gesto supremo o la propensione al combattimento, per farne degli strumenti di potenza che si dovevano incanalare verso l'esterno, attraverso le guerre coloniali e d'aggressione, simbolo della volontà d'impero dell'Italia».
Sempre secondo Capra Casadio, Borghese approvava le motivazioni di Mussolini nel partecipare alla guerra mondiale, considerava quest'ultima «una lotta di civiltà che coinvolgeva le stesse radici storiche dell'Europa» e concepiva tale guerra come un'opposizione fra la tradizione spiritualista europea e le «nuove ideologie materialiste» rappresentate sia dal capitalismo americano sia dal comunismo sovietico, finendo per questa via anche «per abbracciare la dimensione razziale del conflitto». Per lo storico inoltre è stata «determinante, nella scelta di Borghese, la sua posizione anticomunista che erigeva l'Europa nazi-fascista a bastione difensivo contro l'invasione della marea bolscevica», essendo l'anticomunismo di Borghese filtrato «dalle sue concezioni nazionaliste» in base alle quali il comunismo «s'identificava totalmente nelle mire egemoniche e imperiali dell'URSS di Stalin e nelle pretese territoriali della Jugoslavia di Tito sulle zone orientali italiane». Da tale analisi Capra Casadio evince «che l'idea di Patria di Borghese si riconosceva senza mezzi termini nella patria fascista, o almeno in determinati valori che erano stati propagandati ed esasperati dal regime, come le aspirazioni di potenza, un nazionalismo particolarmente aggressivo o l'anticomunismo».
Afferma ancora:
Lo storico Mimmo Franzinelli rileva che la pubblicistica della Decima rivendicava l'indipendenza del corpo, «con pochi accenni al duce», mentre sui giornali legati a Borghese prevaleva l'autoesaltazione della formazione, la condanna del disfattismo e della diserzione, l'apologia della "bella morte"; tuttavia «il 6 ottobre 1943 Borghese [...] illustra a Mussolini [...] la propria strategia, ed è incoraggiato a proseguire nel riarmo del suo gruppo, puntando a un successo militare che consoliderebbe la Repubblica quantomeno sul piano dell'immagine. Seguiranno, sulla falsariga di questo incontro, altre udienze». Quanto a Borghese, Franzinelli osserva che, nonostante il suo status di militare, «scelte di fondo e posizionamento dei reparti hanno un contenuto altamente politico». Una serie di tensioni con l'apparato militare della RSI condusse il 13 gennaio 1944 all'arresto di Borghese, tenuto in reclusione per dodici giorni finché le pressioni dei suoi seguaci e dei tedeschi portarono alla sua liberazione, dopodiché la Decima rafforzò i suoi legami con l'occupante tedesco, che culminarono nella Croce di Ferro di I classe conferita a Borghese dal generale Wolff (su incarico di Hitler) «a riconoscimento di un anno di fedele fiancheggiamento».

## I reparti navali

Un MTM in servizio alla Xª

Reparti di naviglio sottile della Decima furono usati contro le forze di sbarco e di rifornimento angloamericane. Impiegati quasi esclusivamente MAS e motoscafi veloci modificati in siluranti, gli MTM. I reparti navali erano di stanza a Genova (Comando Tirreno) insieme agli "uomini Gamma" (sommozzatori), mentre la 1ª e 2ª squadriglia MAS erano di stanza a La Spezia.
Il "Comando Tirreno" alla fine della guerra prese contatti con il locale CLN, prendendo efficaci contromisure a contrasto dell'opera dei guastatori tedeschi che intendevano far saltare in aria le installazioni portuali. I sommozzatori del reparto disarmarono le 80 cariche di demolizione predisposte dai germanici, autoaffondarono le loro unità MAS e VAS e si consegnarono ai partigiani.

## Struttura della Xª
- Il rancio è unico per tutti, ufficiali, sottufficiali e marinai
- Il panno della divisa è uguale per tutti
- Sono sospese tutte le promozioni fino alla fine della guerra, tranne che quelle per merito di guerra sul campo
- Il reclutamento è esclusivamente volontario
- Vige la pena di morte per i militari della "Decima" che vengano riconosciuti colpevoli di furto o saccheggio, diserzione, o codardia in faccia al nemico

Arruolamenti a La Spezia nel 1944

### Comando
- Comando Xª MAS (C.F. Junio Valerio Borghese)
  - Ufficio Stampa e propaganda (S.T.V. Pasca Piredda[206])[N 2]
  - Servizio Ausiliario Femminile (SAF) (Vol. Fede Arnaud Pocek)[N 3]
  - Servizio Amministrativo (T.Col. Ivan Tiana)
  - Servizio Sanitario
  - Servizio Approvvigionamento (Cap. Guido dl Giudice)
  - Servizio Genio Armi navali (Col. Mantovani)
  - Servizio Armamenti (C.C. Mario Masciulli)
  - Servizio Motorizzazione (Magg. Angelo Antico[N 4])
  - Servizio Radiotelegrafia (T.Col. Pietro Rosselli)
  - Servizio Informazioni (Cap. Renato Carnevale)[N 5]
  - Ufficio Giustizia e Disciplina (T.Col. Ivan Tiana)
  - Ufficio Assistenza (Vol. Luigia Maresca Bardelli)
  - Ufficio Personale (T.V. Mario Ducci)

### Divisione fanteria di marina Xª
- Comando Divisione fanteria di marina Xª (C.F. Luigi Carallo)[N 6] strutturata su[207]:
  - Gruppo Esplorante Divisionale
  - 1º Reggimento fanteria di marina "San Marco"[N 7]
    - Battaglione "Maestrale" (poi "Barbarigo") (C.C. Umberto Bardelli)[N 8]
    - Battaglione "Lupo" (C.C. Corrado de Martino)[N 9]
    - Battaglione Nuotatori-Paracadutisti (NP) (Cap. G.N. Nino Buttazzoni)[N 10]

  - 2º Reggimento fanteria di marina "Scirè"[N 11]
    - Battaglione Bersaglieri "Fulmine" (T.V. Sergio Scordia)[N 12]
    - Battaglione Guastatori Alpini "Valanga" (Cap. Manlio Morelli)[N 13]
    - Battaglione "Sagittario" (C.C. Bernardino Fumai)[N 14]

  - 3º Reggimento artiglieria di marina "Condottieri" (Mag. Guido Boriello)[N 15] su:
    - Gruppo artiglieria "Colleoni" (Mag. Guido Borriello)[N 16]
    - Gruppo artiglieria "da Giussano" (Cap. Agostino Pirri)[N 17]
    - Gruppo artiglieria "San Giorgio" (Cap. Renato Carnevale)[N 18]
    - Batteria contraerea leggera (20/65)[N 19]
    - Battaglione del Genio "Freccia" (C.C. Filippo di Bernardo Amato)[N 20]
    - Battaglione "Castagnacci" (T.V. Alfredo Maestroni)[N 21]
- Reparti di terra autonomi:
  - Gruppo d'ardimento "Medaglia d'Oro Giobbe" (C.C. Pascal Pascali)[N 22]
  - Battaglione "Longobardo" (S.T.V. Giuseppe Parello)[N 23]
  - Battaglione "Pegaso" (C.C. Raffaele Pilato)[N 24]
  - Battaglione "Risoluti" (Capo 1ª Cl. Felice Bottero)[N 25]
  - Battaglione "San Giusto" (C.C. Enzo Chicca)[N 26]
  - Battaglione "Scirè" (C.C. Antonio Di Giacomo)[N 27]
  - Battaglione "Serenissima" (C.C. Ettore De Francesco)[N 28]
  - Battaglione "Vega" (T.V. Mario Rossi)[N 29]
  - Distaccamento FIAT, poi "Umberto Cumero" (successivamente assorbito nel Distaccamento "Torino") (T.V. Aldo Campani)[N 30]
  - Distaccamento "Milano" (Cap. Gennaro Riccio)[N 31]
  - Distaccamento "Roma" (T.V. Ettore Falangola)[N 32]
  - Distaccamento "Torino" (Mag. Antonio Lisi)[N 33]
  - Compagnia "Adriatica" (T.V. Enrico Giannelli)[N 34]
  - Compagnia "d'Annunzio" (S.T.V. Francesco Vigjak) [N 35]
  - Compagnia "Mai Morti" (T.V. Bernardino Fumai)[N 36]
  - Compagnia operativa "O" (successivamente assorbita nel Distaccamento "Milano") (S.T.V. Umberto Bertozzi)[N 37]
  - Compagnia "Sauro" (C.C. Stefano Baccarini)[N 38]
  - Gruppo contraereo "Q" (T.V. Carlo Paladino)[N 39]

### Reparti di mare
- Squadriglia MAS "Comandante Castagnacci" (T.V. Spartaco Freschi)[N 40]
- Reparto mezzi d'assalto di superficie "Medaglia d'Oro Moccagatta", su:
  - Comando e reparto comando (C.C. Mario Arillo)
  - Gruppo "Medaglia d'Oro Todaro" (Scuola mezzi d'assalto di superficie) (T.V. Domenico Mataluno)[N 41]
  - Base operativa di collegamento (T.V. Gustavo Fracassini)[N 42]
  - Base operativa sud (T.V. Domenico Mataluno)[N 43]
  - Base operativa ovest (Cap. G.N. Umberto Andreoli di Sovico)[N 44]
  - Base operativa est (S.T.V. Sergio Nesi)[N 45]
- Reparto mezzi d'assalto subacquei (C.C. Alfieri Uxa), su:
  - Scuola palombari e sommozzatori (Ten. Med. Elvio Moscatelli)[N 46]
  - Gruppo operativo SSB (T.V. Augusto Jacobacci)[N 47]
  - Gruppo Gamma - "Medaglia d'Oro Visintini" (T.V. Eugenio Wolk)[N 48]
  - Gruppo trasporto mezzi d'assalto "Aradam" (C.C. Antonio Di Giacomo)[N 49]
  - Squadriglia sommergibili CA (Cap. G.N. Umberto Andreoli di Sovico)[N 50]
  - Squadriglia sommergibili CB/CM (Com. Federico De Siervo)[N 51]

## Le riviste
La prima rivista pubblicata dalla Xª MAS fu l'effimera "Xª per l'Onore", uscita in un solo numero di due pagine il 20 febbraio 1944, seguita poco dopo da "La Cambusa", nata presso la caserma di Muggiano alla Spezia, il cui primo numero, di sole 4 pagine, venne pubblicato il 15 maggio 1944. Dopo i danni causati alle installazioni di La Spezia dai bombardamenti alleati, il comando della Xª fu trasferito a Milano in piazza Fiume e con esso anche l'ufficio stampa e propaganda. Il distaccamento milanese era all'epoca comandato dal capitano Gennaro Riccio. Si occupò della rivista la volontaria Pasca Piredda, affiancata da diversi corrispondenti di guerra come Ugo Franzolin. Presto nacquero problemi con l'ufficio stampa tedesco del tenente Schaffer che pretese di imporre la censura, ma la Decima, forte degli accordi diretti con il comandante tedesco Berninghaus, riuscì ad evitare ogni ingerenza. Il 9 dicembre 1944 un incidente stradale costrinse Piredda a una lunga degenza. L'ufficio fu affidato al tenente di vascello Mario Ducci e in seguito al giornalista Bruno Spampanato. La frequenza, che doveva essere settimanale, fu in realtà abbastanza irregolare (l'ottavo numero uscì solo il 10 ottobre 1944), ma aumentò nel tempo il numero delle pagine, che negli ultimi numeri arrivò a 16, comprese le due di copertina a colori.
Nel gennaio 1945 "La Cambusa" venne sostituita da "L'Orizzonte" il cui primo numero (20 gennaio 1945), con 12 pagine compreso un inserto fotografico a colori, attirò le ire del Ministero della cultura popolare che a causa della carenza di carta aveva autorizzato una pubblicazione di sole 10 pagine e ordinò che a partire dal secondo numero le pagine fossero ridotte a 6. Ordine disatteso: sia il secondo (5 febbraio 1945) che il terzo ed ultimo numero (12 febbraio 1945) uscirono su 8 pagine, venendo distribuiti per le strade e in alcune edicole presidiate da militi della Xª MAS. "L'Orizzonte", sottotitolato "Settimanale di attualità", assunse rispetto alla precedente rivista un taglio più politico trattando argomenti precedentemente lasciati ai margini.
Numerose furono anche le riviste pubblicate dai singoli reparti della Xª, tra cui "Cose nostre" del Servizio ausiliario femminile, "Xª Barbarigo" dell'omonimo battaglione, "Franchigia" del battaglione Nuotatori Paracadusti e "Il Risoluto" del battaglione "Risoluti" di Genova

## Decorazioni
Un totale di almeno 466 militi della Xª Flottiglia MAS della Marina Repubblicana furono insigniti di decorazioni al valore militare della Repubblica Sociale Italiana. Tra di loro:
 4 Medaglie d'oro al valor militare (tutte concesse alla memoria)
* guardiamarina Alessandro Tognoloni, battaglione "Barbarigo", Cisterna di Latina 24/5/1944
* sottotenente di vascello Alfonso Guadagni, battaglione "N.P." e Servizio Informazioni Xª MAS, Nisida 14/6/1944
* sottotenente di vascello Leone Bognani, Gruppo Medaglia d'Oro Todaro, Cerignale 28/6/1944
* maggiore Genio navale Umberto Bardelli, battaglione "Barbarigo", Ozegna 8/7/1944
Al momento della resa della RSI erano ancora al vaglio della commissione di assegnazione altre quattro proposte, ossia:
* s.c. Sergio Denti, Reparto Mezzi d'Assalto di Superficie, Mare Tirreno 1944-1945 (vivente)
* marò Giorgio Agostini, battaglione "Sagittario", Casali Nenzi 25/12/1944 (alla memoria)
* marò Eugenio Bampi, battaglione "Fulmine", Tarnova della Selva 18/1/1945 (alla memoria)
* s.ten. Giovanni Biggio, distaccamento "Umberto Cumero", Sommariva Perno 14/4/1945 (alla memoria)
 96 Medaglie d'argento al valor militare
 122 Medaglie di bronzo al valor militare
 245 Croci di guerra al valore militare
A cui si aggiungono 122 encomi solenni, sempre concessi dalla RSI.

## Riferimenti postali storici
Al Comando X Flottiglia Mas venne assegnata:
Fp. 80015 (dal 4.5.1944) e la Fp 81200 (dal 5.3.1945);
a La Spezia PdC.781;
a Milano PdC.795;
a Lonato (BS) PdC.755.